# Ivan Borkovský
Ivan Borkovský (původním jménem Ivan Borkovskyj, též Borkovskyj-Dunin) (8. září 1897 Čortovec, dnes Ukrajina – 17. března 1976 Praha) byl český archeolog ukrajinského původu, specializující se na raný středověk, působící především na území Prahy a mapující tedy vývoj pražské aglomerace ve středověku. Patří k zakladatelským osobnostem české středověké archeologie.

## Život
Pocházel z rakouské Haliče. Po ukončení gymnasia ve Lvově narukoval na počátku první světové války do rakousko-uherské armády jako důstojník. Během války prošel nejméně čtyřmi armádami, byl zajat, potom se svou jednotkou nucené včleněn do Rudé armády, nakonec skončil v Machnových oddílech. Podařilo se mu utéci a přišel do vzniklé Československé republiky, kde byl internován nejprve v Holešově na Moravě, později v Liberci a nakonec v Josefově. Po propuštění vystudoval archeologii na FF UK (1922–1929). Na počátku se věnoval eneolitu a publikoval řadu prací o kultuře se šňůrovou keramikou, u níž průkopnicky poukázal na východní původ, ale v roce 1925 začal velký archeologický výzkum na Pražském hradě a Borkovský se ho zúčastnil, od roku 1926 již jako asistent Karla Gutha, vedoucího tohoto výzkumu. Od roku 1930 se staral o sbírky J. A. Jíry na Hanspaulce a analýza zde uložené raně středověké keramiky mu pomohla vymezit raně slovanskou keramiku, kterou označil jako pražský typ (publikace 1940). Jeho manželka Flora Beck byla židovského původu a zahynula v koncentračním táboře..
V letech 1933–1945 byl profesorem archeologie a dvakrát také rektorem na exilové Ukrajinské svobodné univerzitě v Praze. Následkem toho se v květnu 1945 jen s námahou podařilo zachránit jej z transportu do gulagu.
Archeologický výzkum na Pražském hradě technicky vedl od r. 1928, vedoucím celého pracoviště archeologického ústavu na Pražském hradě byl až do smrti. Roku 1950 objevil kostel Panny Marie mezi II. a IV. nádvořím. Roku 1961 obhájil doktorskou disertační práci Pražský hrad ve světle nových výzkumů. Mimoto provedl na území hlavního města další výzkumy, např. v Anežském klášteře, Betlémské kapli, Bartolomějské ulici, účastnil se i výzkumu na Vyšehradě. V letech 1947–1954 prováděl archeologický výzkum na Levém Hradci, kde již roku 1940 objevil rotundu sv. Klimenta.
Je pohřben spolu se svou druhou manželkou, archeoložkou Libuší Jansovou a jejím otcem malířem Václavem Jansou na Olšanských hřbitovech v Praze.

## Dílo
- Seznam děl v Souborném katalogu ČR, jejichž autorem nebo tématem je Ivan Borkovský
- Výběr prací Ivana Borkovského on-line.

### Knihy
- Staroslovanská keramika ve střední Evropě. Praha 1940.
- O počátcích Pražského hradu a o nejstarším kostele v Praze. Praha 1949. https://www.academia.edu/20348223/
- Levý Hradec. ed. Památníky naší minulosti. Praha 1965.
- Pražský hrad v době přemyslovských knížat. ed. Památníky naší minulosti. Praha 1969.
- Svatojiřská bazilika a klášter na Pražském hradě. Praha 1975.

### Kratší studie
- Problémy středoevropské šňůrové kultury, in: Památky archaeologické, skupina pravěká, N. ř. III, 39, 1933 https://www.academia.edu/19842885/
- Hrob bojovíka z doby knížecí na Pražském hradě. Památky archeologické 42, 1939-46, 122-131.
- Keltská tvář z Čech. Obzor prehistorický 13, 1946, 16-22. (publikace nálezu hlavy keltského boha či heroa)
- Nález skleněného poháru s arabským nápisem na Pražském hradu. Historica slovaca 5, 1947, 145-152.
- Kostel Panny Marie na Pražském hradě. Památky archeologické 44, 1953, 129-200.
- Staročeský dvorec na Levém Hradci. Archeologické rozhledy 5, 1953 636-646.
- Hrobka Boleslava II. v basilice sv. Jiří na Pražském hradě. Památky archeologické 52, 1961, 532-543.